# Rasheh Deh
Rasheh Deh (persiska: رَشِه دِه, رَشَه دِه, رشه ده) är en ort i Iran.   Den ligger i provinsen Kurdistan, i den nordvästra delen av landet, 500 km väster om huvudstaden Teheran. Rasheh Deh ligger 1 403 meter över havet och antalet invånare är 583.
Terrängen runt Rasheh Deh är kuperad. Runt Rasheh Deh är det ganska tätbefolkat, med 60 invånare per kvadratkilometer. Närmaste större samhälle är Marivan, 7,8 km sydväst om Rasheh Deh. Trakten runt Rasheh Deh består i huvudsak av gräsmarker.